# Aeroporto Internacional de Fuzuli
O Aeroporto Internacional de Füzuli (em azeri:  Füzuli Beynəlxalq Hava Limanı) é um aeroporto na cidade de Füzuli do Azerbaijão. É um dos sete aeroportos internacionais do país.

## História
Em 17 de outubro de 2020, a cidade de Füzuli foi recapturada pelo Exército do Azerbaijão após 28 anos de ocupação pelas forças armênias. Em seguida, o governo do Azerbaijão iniciou um processo de desminagem para limpar a cidade e as áreas circundantes das minas terrestres.
Em 26 de novembro de 2020, o Ministério dos Transportes, Comunicações e Altas Tecnologias do Azerbaijão informou que a Organização da Aviação Civil Internacional (ICAO) havia aceitado o apelo da Administração da Aviação Civil do Estado para incluir seis aeroportos, incluindo o campo de aviação em Füzuli, em seu catálogo de códigos de aeroportos internacionais. Em janeiro de 2021, o presidente do Azerbaijão, Ilham Aliyev, emitiu um decreto sobre a construção de um aeroporto internacional em Füzuli. No dia 14 de janeiro, foi realizada a cerimônia de inauguração do futuro aeroporto.  A pista foi concluída e usada pela primeira vez em 5 de setembro de 2021. A aeronave de passageiros Airbus A340-500 da Azerbaijan Airlines e a aeronave de carga Boeing 747-400 de propriedade da Silk Way Airlines realizaram voos de teste com sucesso e pousaram no aeroporto.